# Manuel Sáenz y Terroba
Manuel Sáenz y Terroba (Entrena, La Rioja, 1829) fou un cantant de la corda de tenor espanyol. Orfe als dotze anys, aprengué sense mestre a tocar diversos instruments. Posseïa una bonica veu de baríton, i després de diverses peripècies es traslladà a Madrid amb l'ànim d'estudiar i aprendre. Allà i va romandre un any sota la direcció de Iradier, però pensant a assolir més il·lustració pensà en Itàlia. Per a realitzar el seu pensament hagué de vèncer grans obstacles i romandre algun temps a Barcelona, on va poder viure un cert temps i una certa tranquil·litat econòmica mercès al seu talent musical. Arribà a Florència i allà trobà protectors; cantà diverses òperes, però el clima no li provava, i tornà a Barcelona. Allà fou contractat per anar a València com a primer tenor, perquè s'ha d'advertir que a Florència per l'estudi, aconseguí la cobdiciada tessitura; per atzar cantà dues sarsueles: Jugar con fuego i El dominó azul, despertant gran entusiasme, i Gaztambide el prengué amb tal empenta, que Sáenz y Terroba abandonà definitivament l'òpera per dedicar-se a la sarsuela.En aquesta aconseguí els majors èxits que pugui assolir un artista, havent estrenat quasi totes les obres que es van escriure en aquell període, i en les quals no va tenir rival.